# Spotted Lake
Le Spotted Lake (en français : « lac tacheté ») est un lac endoréique et salé situé près d'Osoyoos, en Colombie-Britannique, au Canada.

## Histoire

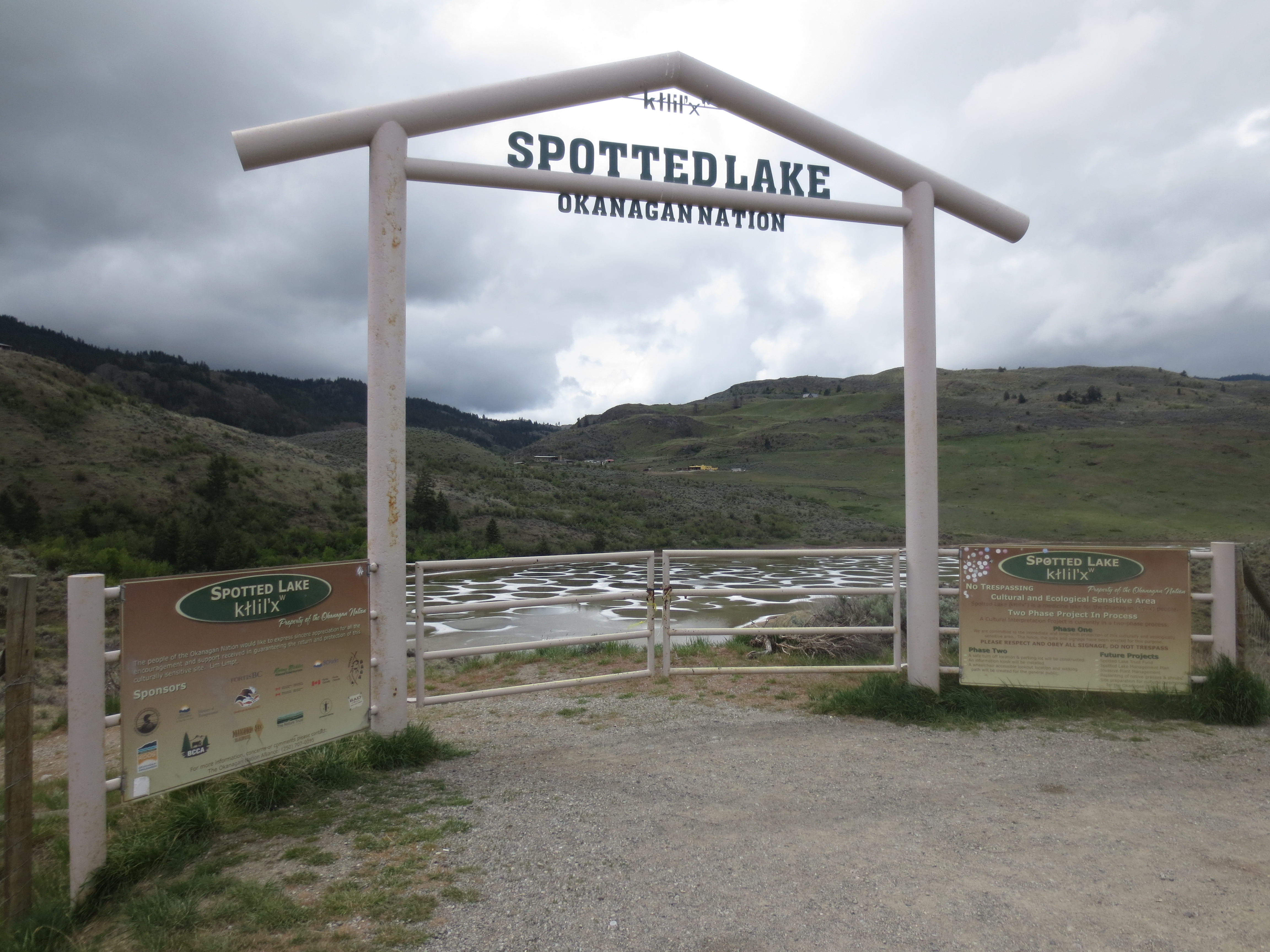
Porte d'entrée de Spotted Lake.

Connu à l'origine par les Premières Nations de la vallée de l'Okanagan sous le nom de Ktlil'k ou Chliluk, Spotted Lake a été pendant des siècles — et est encore aujourd'hui — un site sacré dont on pense qu'il fournit des eaux thérapeutiques. Malgré cela, jusqu'à une tonne de minéraux présents dans l'eau du lac, décrits ci-dessous, ont été extraits puis expédiés dans des usines de l'est du Canada pour la fabrication d'explosifs lors de la Première Guerre mondiale,.
Bien que sacré pour les autochtones, le lac ne faisait pas partie de leurs réserves ; il se trouvait sur le ranch appartenant à la famille Ernest Smith d'Osoyoos pendant environ 40 ans. En 1979, Smith a tenté d'y construire un établissement thermal. Les Premières Nations — soutenus par plusieurs personnalités politiques, notamment les ministres Bill Vander Zalm et John Monroe — se sont opposés à cette proposition en raison du caractère sacré du lac et ont essayé d'acheter le site, en vain. Près de 20 ans plus tard, en novembre 2000, les descendants de Smith ont lancé un appel d'offres public pour extraire au moins 10 000 tonnes de boue du lac à des fins thermales. Un accord fut conclu fin octobre 2001 lorsqu'il a été annoncé que le gouvernement fédéral et les autochtones locaux ont acheté 22 hectares de terres autour du lac. Le ministère des Affaires indiennes a participé à hauteur de 705 000 $ et l'alliance autochtone Okanagan Nation Alliance a payé le reste, pour un coût total de 720 000 $.
De nos jours, un bâtiment en bois en ruine datant peut-être des années 1950 ou 1960 se trouve au bord du lac, sur lequel un panneau « Information - Cadeaux - Souvenirs » est apposé. Un panneau routier indique aux visiteurs que le lac est une zone sensible sur les plans culturel et écologique, ainsi qu'un lac de médecine traditionnelle pour le peuple Syilx de l'Okanagan. Le lac peut être observé de la clôture qui a été érigée pour protéger l'accès du public.

## Composition

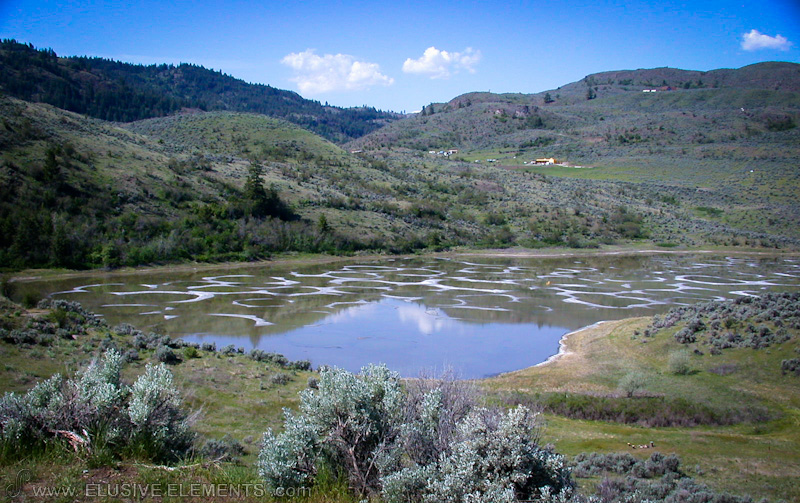
Spotted Lake.

Le lac est richement concentré en divers minéraux. Il contient des dépôts denses de sulfate de magnésium, de calcium et de sodium. Il contient également de fortes concentrations de huit autres minéraux et de faibles quantités d'argent et de titane.
La plupart de l'eau du lac s'évapore au cours de l'été, révélant des dépôts minéraux colorés. De grandes « taches » apparaissent sur le lac et sont colorées en fonction de la composition minérale et de la quantité saisonnière de précipitations. Le sulfate de magnésium, qui se cristallise en été, est l'un des principaux responsables de la couleur des taches. En été, les minéraux restant dans le lac durcissent pour former des « passerelles » naturelles autour et entre les taches.